# Corb selvàtic de l'Índia
La corb selvàtic de l'Índia (Corvus culminatus) és un ocell de la família dels còrvids (Corvidae).

## Hàbitat i distribució
Habita boscos, clars, terres de conreu i ciutats de l'Índia peninsular i Sri Lanka.

## Taxonomia
Tradicionalment (i encara algunes classificacions) s'ha considerat que aquesta espècie és en realitat una subespècie de Corvus macrorhynchos. Actualment però a la classificació del Congrés Ornitològic Internacional versió 13.1 (2023) figura com una espècie de ple dret amb el nom anglès de "Indian Jungle Crow" (corb selvàtic de l'Índia).